# Eta Ceti
Eta Ceti (η Ceti, förkortat Eta Cet, η Cet) som är stjärnans Bayerbeteckning, är en stjärna belägen i den östra delen av stjärnbilden Valfisken (stjärnbild). Den har en kombinerad skenbar magnitud på 3,45 och är synlig för blotta ögat där ljusföroreningar ej förekommer. Den är den fjärde ljusaste stjärnan i en för övrigt relativt svagt lysande stjärnbild. Baserat på parallaxmätning inom Hipparcosuppdraget på ca 26,3 mas, beräknas den befinna sig på ett avstånd av ca 124 ljusår (ca 38 parsek) från solen.

## Nomenklatur
Eta Ceti har det traditionella namnet Deneb Algenubi, som kommer från arabiska ذنب ألجنبي - ðánab al-janūbii, vilket betyder "havsmonstrets södra svans". I stjärnkatalogen i Al Achsasi al Mouakket-kalendern betecknades denna stjärna med Aoul al Naamat, som översattes till latin som Prima Struthionum, vilket betyder "den första strutsen". Eta Ceti, tillsammans med θ Cet (Thanih al Naamat), τ Cet (Thalath Al Naamat), ζ Cet (Baten Kaitos) och υ Cet , utgör Al Na'āmāt (ألنعمة), strutshonorna. 

## Egenskaper
Eta Ceti är en orange till röd jättestjärna av spektralklass K0 III. har förbrukat vätet i dess kärna och utvecklats bort från huvudserien av stjärnor liknande solen. (Spektralklassen anges ibland som K1.5 IIICN1Fe0.5, vilket anger ett större överskott än normalt av cyan och järn i förhållande till andra stjärnor i dess klass.) Den är en röd jättestjärna som genererar energi genom fusion av helium i dess kärna. Den har en uppskattad massa som är ca 1,8 gånger större än solens massa, en radie som är ca 15 gånger större än solens, Den utsänder från dess fotosfär ca 74 gånger mera energi än solen vid en effektiv temperatur på ca 4 540  K.

## Planetsystem
År 2014 upptäcktes med hjälp av radialhastighetsmetoden två exoplaneter som cirkulerar runt Eta Ceti. Planeter som upptäcks genom analys av radiell hastighet har dåligt kända massor, för om planetens bana lutas bort från siktlinjen, skulle en mycket större massa behöva kompensera vinkeln.
Eta Ceti b har en minimumsmassa som är minst 2,55 gånger jordens massa och en omloppsperiod på 403,5 dygn (ca 1,1 år), medan Eta Ceti c har en minimumsmassa på 3,32 jordmassor och en omloppsperiod på 751,9 dygn (2,06 år). Förutsatt att de bådas banor är parallella måste de två planeterna låsas i en 2:1 omloppsresonans, annars skulle systemet bli dynamiskt instabilt. Även om lutningarna i förhållande till siktlinjen är okända, är dess värde av samma skäl begränsat till 70° eller mindre.